# Vjenčanica
Vjenčanica je haljina koju mladenka nosi tijekom ceremonije vjenčanja. Boja, stil i ceremonijalna važnost haljine mogu ovisiti o vjeri i kulturi sudionika vjenčanja. U zapadnim kulturama, vjenčanica je najčešće bijela, moda koju je popularizirala britanska kraljica Viktorija kada se udala 1840. U istočnim kulturama, mladenke često biraju crvenu boju.
Vjenčanja koja su se održavala tijekom i neposredno nakon srednjeg vijeka često su bila više od puke zajednice dvoje ljudi. Mnoga su vjenčanja bila više stvar politike nego ljubavi, osobito među plemstvom i višim društvenim klasama. Od mladenki se stoga očekivalo da se odijevaju na način koji će njihovu obitelj prikazati u najboljem svjetlu i odgovarati njihovom društvenom statusu, jer nisu predstavljale samo sebe tijekom obreda. Mladenke iz bogatih obitelji često su nosile raskošne boje i ekskluzivne tkanine. Bilo je uobičajeno vidjeti ih odjevene u slojeve krzna, baršuna i svile. Bile su odjevene u skladu s trenutnom modom, s najskupljim materijalima koje su njihove obitelji mogle kupiti. Najsiromašnije mladenke nosile su svoju najbolju crkvenu haljinu na dan vjenčanja. Količina i cijena materijala koje je sadržavala vjenčanica bila je odraz mladenkina društvenog položaja i svatovima je ukazivala na obiteljsko bogatstvo.
Prva princeza za koju se zna, da je nosila bijelu vjenčanicu na ceremoniji kraljevskog vjenčanja bila je Filipa od Engleske, koja je nosila tuniku s ogrtačem od bijele svile obrubljenog vjevericom i hermelinom 1406. godine, kada se udala za Erika od Pomeranije. Marija I., kraljica Škotske nosila je bijelu vjenčanicu 1559. godine kada se udala za svog prvog muža Franju, jer je to bila njena omiljena boja, iako je bijela tada bila boja žalosti francuskih kraljica. Međutim, to nije bio široko rasprostranjen trend: prije viktorijanskog doba mladenka se udavala u bilo kojoj boji, crna je bila popularna u Finskoj.
Bijela je postala popularna opcija 1840. godine, nakon udaje kraljice Viktorije za Alberta, kada je Victoria nosila bijelu haljinu obrubljenu honiton čipkom. Ilustracije vjenčanja bile su naveliko objavljene, a mnoge mladenke odlučile su se za bijelu boju u skladu s kraljičinim izborom.

## Galerija
- Vjenčanica iz 1877. godine.
- Vjenčanica od satena.
- Mladenci.
- Poziranje u vjenčanici.